# Личный ад 36
«Личный ад 36» (англ. Private Hell 36) — фильм нуар режиссёра Дона Сигела, который вышел на экраны в 1954 году.
Фильм рассказывает о двух полицейских детективах Кэле Брюнере (Стив Кокран) и Джеке Фарнэме (Говард Дафф), которые находят на месте преступления крупную сумму денег, похищая часть из них. Одинокий Кэл рассчитывает использовать свою часть денег на удовлетворение потребностей своей возлюбленной, певицы Лили Марлоу (Айда Лупино), а Джек задумывается о том, что можно было бы использовать деньги на благо семьи, однако, мучимый совестью, пытается уговорить напарника сдать деньги полиции.
Название фильма относится к номеру трейлера на стоянке, в котором Кэл спрятал похищенные деньги.
Это был один из последних фильмов студии The Filmakers, которую создали продюсер Коллье Янг вместе с кинозвездой и своей тогдашней женой Айдой Лупино.

## Сюжет
В Нью-Йорке ночью один мужчина убил другого, похитив у него портфель с 300 тысячами долларов, которые тот собирался поместить в ночной банковский депозитарий. Убийце и грабителю удалось скрыться с места преступления, а последующие розыски по горячим следам оказались безрезультатными. Примерно год спустя, вечером, когда полицейский детектив из Лос-Анджелеса Кэлхоун «Кэл» Брюнер (Стив Кокран) возвращался с работы домой, он стал случайным свидетелем ограбления аптеки. Вступив в схватку с преступниками, Кэл убил одного из них и задержал другого, в карманах которого полиция обнаружила купюру достоинством 50 долларов, которая проходила по делу об ограблении в Нью-Йорке. При допросе владельца аптеки капитан Майклз (Дин Джаггер) выясняет, что данной банкнотой расплатился с ним за лекарства бармен из соседнего ночного клуба. Майклз поручает возглавить дальнейшее расследование Брюнеру вместе с напарником Джеком Фарнэмом (Говард Дафф), которым бармен сообщает, что эти 50 долларов ему дала взаймы певица из их клуба Лилли Марлоу (Айда Лупино). Лилли в свою очередь заявляет, что деньги ей дал в качестве благодарности за выступление прошлым вечером незнакомый мужчина, точного описания которого она дать не в состоянии. После того, как вскоре поступает информация, что на ипподроме Лос-Анджелеса кто-то сделал ставки несколькими купюрами с того нью-йоркского ограбления, Майклз хватается за эту ниточку и просит Лилли походить несколько дней на ипподром в сопровождении Кэла и Джека в надежде, что она сможет увидеть и узнать там человека, который дал ей деньги. Они безрезультатно проводят на ипподроме целую неделю, к концу которой между Кэлом и Лилли начинают складываться романтические отношения. Во время одного из совместных вечеров Кэл выясняет, что Лилли любит дорогие вещи и очень хочет разбогатеть. В отличие от холостого Кэла у Джека есть жена Фрэнси (Дороти Мэлоун), которая очень переживает за своё будущее и за будущее их маленького горячо любимого ребёнка из-за опасной профессии мужа, особенно после того, как узнаёт об убийстве одного из офицеров полиции при задержании. В очередной день после завершения забегов на парковке ипподрома Лилли замечает разыскиваемого человека, после чего Кэл и Джек немедленно бросаются за ним в погоню на автомобилях. Выехав на недостроенную дорогу в пустынной холмистой местности, преследуемый преступник не успевает затормозить и срывается с высокого склона. Побежавшие Кэл и Джек констатируют смерть преступника, обнаруживая поблизости вылетевший из машины металлический короб с деньгами, из которого Кэл забирает несколько упаковок примерно на 80 тысяч долларов. Джек против того, чтобы забирать эти деньги, однако не решается сказать об этом, когда на место преступления прибывают капитан Майклз вместе с экспертами. На обратном пути Кэл предлагает разделить деньги поровну, однако Джек отвечает, что они должны вернуть их, напоминая ему, что это засвеченные деньги, и ими всё равно нельзя будет воспользоваться. По дороге домой Кэл просит напарника остановиться около стоянки, где он держит арендованный трейлер номер 36, в котором собирается спрятать деньги. После этого Кэл убеждает Джека, что каждому из них необходимы эти деньги, которых на полицейскую зарплату им никогда не заработать. Через несколько дней Кэл вместе с Лилли приходит к Фарнэмам на ужин, во время которого Джек пребывает в крайне подавленном состоянии и сильно напивается. По дороге домой Лилли говорит Кэлу, что она планирует на несколько месяцев уехать с гастролями в Лас-Вегас, где сможет прилично заработать, но он убеждает её остаться с ним. На следующее утро капитан Майклз вызывает Кэла и Джека в свой кабинет, сообщая, что из пропавших при ограблении 300 тысяч на месте аварии обнаружено только 200, а также сообщает, что, судя по найденным в салоне разбитой машины вещам, у преступника должен быть сообщник. Некоторое время спустя некто, называющий себя сообщником убитого грабителя, звонит Кэлу, говоря, что увидел его имя и фотографию в газете. Прочитав, что на месте аварии найдено только 200 тысяч, преступник шантажирует Кэла, требуя отдать ему украденные деньги. После звонка Кэл предлагает Лилли немедленно уехать в Мексику, говоря, что у него есть деньги. Она, похоже, догадывается, откуда они появились у Кэла, и просит его быть осторожным. Кэл приезжает к Джиму, которому преступник также позвонил. Джим настаивает на том, чтобы сдать деньги Майклзу, и тогда хотя их и уволят из полиции, но они будут чисты. Кэл делает вид, что соглашается с напарником, и они направляются за деньгами. Когда Джек забирает из трейлера пакет с деньгами и выходит на улицу, Кэл достаёт оружие и собирается его застрелить. В этот момент они слышат голос шантажировавшего их бандита, который требует бросить пакет. Кэл кричит бандиту, чтобы тот стрелял в убегающего Джека, но когда тот этого не делает, сам стреляет Джеку в спину. Когда Кэл целится снова, собираясь добить бывшего напарника, его самого убивают. В этот момент из-за трейлеров выходит капитан Майклз, который, как выясняется, наблюдал за всей сценой с самого начала. Он говорит раненому Джеку, что тому повезло остаться живым, после чего появляется и «шантажист», который, как объясняет Майклз, на самом деле был его человеком.

## В ролях
- Айда Лупино — Лилли Марлоу
- Стив Кокран — Кэл Брюнер
- Говард Дафф — Джек Фарнэм
- Дин Джаггер — капитан Майклз
- Дороти Мэлоун — Фрэнси Фарнэм
- Бриджет Дафф — Бриджет Фарнэм
- Джерри Хауснер — Хауснер, владелец ночного клуба

## Создатели фильма и исполнители главных ролей
В 1949 году известная актриса Айда Лупино вместе с мужем, сценаристом и продюсером Коллье Янгом основала независимую продюсерскую компанию The Filmakers с целью создания серии картин на социальную тематику. Как отмечает историк кино Гленн Эриксон, «вскоре Лупино стала выполнять и режиссёрские обязанности для этой творчески ориентированной компании. В частности, она поставила „Оскорбление“ (1950), первый голливудский фильм, который был посвящён всестороннему изучению психологических последствий изнасилования, а также низкобюджетный, первоклассный нуаровый саспенс-триллер „Автостопщик“ (1953)». Как пишет критик, "«Личный ад 36» вышел ближе к концу существования The Filmakers. К тому времени Лупино уже развелась с Янгом, но они всё ещё оставались единой командой, которая включила и их новых супругов — Говарда Даффа и Джоан Фонтейн соответственно. Сценарий фильма писался несколькими годами ранее и был запущен в производство в период потока фильма «о плохих копах», таких как «Щит для убийства» (1954), «Лёгкая добыча» (1954) и «Полицейский-мошенник» (1954). Для постановки этой картины Лупино решила пригласить режиссёра со стороны, наняв Дона Сигела прямо на съёмочной площадке в тот момент, когда тот ставил на студии Allied Artists фильм «Бунт в тюремном блоке № 11». В качестве актрисы Айда Лупино сыграла во многих признанных фильмах нуар, среди них «Они ехали ночью» (1940), «Высокая Сьерра» (1941), «Придорожное заведение» (1948), «На опасной земле» (1951) и «Большой нож» (1955), а также в фильмах собственной постановки — «Автостопщик» (1953) и «Двоеженец» (1953).
Режиссёр Дон Сигел зарекомендовал себя в 1950-е годы постановкой серии лаконичных и жёстких нуаров, таких как «Бунт в тюремном блоке № 11» (1954), «Уличные преступники» (1956), «Малыш Нельсон» (1957) и «Линейка» (1958), после чего, как пишет историк кино Дэвид Хоган, «прославился такими фильмами, как „Вторжение похитителей тел“ (1956), „Грязный Гарри“ (1971), „Чарли Вэррик“ (1973) и „Самый меткий“» (1976). Говард Дафф сыграл роли второго плана в таких значимых фильмах Жюля Дассена, как «Грубая сила» (1947) и «Обнажённый город» (1948), а в 1950-е годы снялся вместе с Лупино в нуарах «Женщина в бегах» (1950), «Женская тюрьма» (1955) и «Пока город спит» (1956). Стив Кокран сыграл свои лучшие роли в фильмах нуар «Погоня» (1946), «Белое каление» (1949), «Шоссе 301» (1950), «Штормовое предупреждение» (1951), «Завтра будет новый день» (1951), «За стенами тюрьмы Фолсом» (1951), а позднее снялся в драме Микеланджело Антониони «Крик» (1957).

## История создания фильма
Фильм произведён независимой продюсерской компанией The Filmakers, которая, как отмечает историк кино Дэвид Хоган, «добились умеренного кассового успеха с фильмами „Оскорбление“ (1950), „Твёрдый, быстрый и красивый“ (1951), „Двоеженец“ (1953) и „Автостопщик“ (1953). Все эти картины были поставлены Лупино, став образцом эффективного, низкобюджетного повествования». Лупино написала сценарий этого фильма совместно с Коллье Янгом, а на одну из главных ролей они пригласили тогдашнего мужа Лупино — Говарда Даффа. Как пишет Хоган, «Лупино и Янг были впечетлены захватывающей и экономичной мелодрамой Сигела „Бунт в тюремном блоке № 11“ (1954), и потому решили нанять его для работы над этой картиной, потому что знали, что он работал эффективно, и потому что чувствовали в нём родственную душу» .
Как отмечено на сайте Американского института киноискусства, «некоторые обозреватели выражали беспокойство по поводу отражения в фильме коррупции в среде офицеров полиции». В частности, обозреватель «Голливуд репортер» сетовал на то, что «в такое ответственное время кино находится в большой опасности из-за переизбытка произведений про преступных полицейских и создания ложного и неблагоприятного впечатления об американских силах правопорядка за рубежом. Это уже третий фильм на эту тему за три дня» .
Гленн Эриксон обратил внимание на то, что при интерьерных съёмках использовались «скудные декорации, как будто арендованные на студии, где снимаются телесериалы, и немногие комнаты, когда они есть вообще, имеют окна». Что же касается уличных сцен, в частности, «на ипподроме Голливуд-парк и в Каньоне Бронсона в Парке Гриффита в Лос-Анджелесе, то, похоже, они вообще снимались без звука». Однако, по мнению Эриксона, «малый бюджет в данном случае только усилил привлекательность фильма».
Как отметил Хоган, при постановке фильма «Бунт в тюремном блоке № 11» режиссёр Дон Сигел с благословения продюсера Уолтера Вагнера пользовался значительной творческой свободой, и «Сигелу нравилась такая независимость». Однако при работе над «Личным адом 36» его идеи о том, как делать фильм, неоднократно вступали в противоречие с взглядами Лупино и Янга. В частности, «в одной такой абсурдной стычке на съёмочной площадке Лупино потребовала, чтобы Сигел обосновал смысл съёмки сцены с операторского крана, которая на самом деле не имела никакой иной цели, кроме как сделать фильм красивым и драматичным». Другой сложностью для режиссёра, по словам Хогана, было то, что «за исключением Дина Джаггера, все остальные основные актёры пили прямо на площадке», что создавало немало проблем. Вероятно, по этим причинам «режиссёр позднее заявлял, что не любит этот фильм» . Эриксон также отмечал, что Сигел с своих мемуарах жаловался на то, «что художественные разногласия между сооснователями The Filmakers приводили к постоянным спорам на съёмочной площадке, а также на то, что „вопросы пьянства“ у некоторых актёров не позволили ему воплотить в жизнь некоторые его режиссёрские намерения».
Как далее написал Эриксон, «вскоре после этого фильма компания The Filmakers практически прекратила своё существование, возможно, по причине того, что перед этим фильмом истёк её договор на реализацию со студией RKO Pictures». Как пишет Джефф Майер, компания The Filmakers была вынуждена самостоятельно заниматься дистрибуцией этого фильма, и в итоге фильм получил посредственные оценки критики, а следующая картина The Filmakers, драма о молодёжной преступности «Зол на весь мир» (1955), вообще стала для студии Лупино и Янга последней.

## Оценка фильм критикой

### Общая оценка фильма
После выхода фильма на экраны кинообозреватель «Нью-Йорк Таймс» Босли Кроутер оценил его как «всего лишь среднюю мелодраму о копах», которая «пытается нам доказать, что лучший полицейский — это честный полицейский», далее замечая, что выбранный авторами «способ иллюстрации этой бесспорной точки зрения ненамного более оригинален, чем само это утверждение». Критик также обратил внимание на то, что «внимание в этой картине часто уходит от основной темы и переключается на эпизодического персонажа, которого играет мисс Лупино», что не удивительно, так как Лупино «является совладелицей The Filmakers и соавтором сценария». Однако, как замечает Кроутер, «никаких печальных разрушений в этом нет, так как здесь вообще создано не так много того, что можно разрушить».
Современный киновед Блейк Лукас отметил, что фильм рисует «незамысловатую картину нуарового разложения, нагружая её тяжёлыми нравственными вопросами» . По его мнению, «у фильма довольно шаблонное содержание, и он слишком далеко уходит в сторону моральных размышлений на тему этики сил правопорядка». Деннис Шварц описал фильм как «рутинную нуаровую историю с пристёгнутым к ней моральным уроком, тем не менее он стильно поставлен режиссёром Сигелом при чёткой операторской работе Бёрнетта Гаффи». По мнению Шварца, этот «плотный фильм категории В», может быть, «не столь впечатляет», как некоторые другие работы Сигела, «тем не менее, он содержит две великолепных сцены экшна — схватку в начале во время ограбления и неожиданную перестрелку в кульминации картины». Кроме того, Шварц считает, что «фильм показывает себя в наилучшей степени как психологическое исследование взаимодействия двух противоположностей — крутого, симпатичного, аморального Брюнера и нервического, пуритански порядочного семьянина Фарнэма».
Рецензент журнала TimeOut оценил картину как «небольшой по стандартам Сигела, но всё равно восхитительно аккуратный, плотный триллер категории В», который содержит «знакомый материал о совести и возмездии, которые преследуют героев на каждом шагу. Особую остроту фильму придаёт актёрская игра Кокрана в роли очаровательного гуляки и Даффа в роли скучного семейного мужчины, а также убедительность мотивировок их поведения». Гленн Эриксон оценил картину как «неброский нуар о полицейской коррупции», который доносит мрачную атмосферу бульварных криминальных произведений 1950-х годов. Хотя фильм и включает «две сильные сцены экшна, однако большая часть его времени посвящена разработке психологических портретов персонажей». Дейв Кер обратил внимание на «стрессовый сюжет картины, особенно впечатляющий на фоне тихой безыскусности окружающей обстановки», придя к заключению, что «Сигел не вложил в работу всё своё сердце», так как оказался «зажат обстоятельствами в той же степени, как и его персонажи». Чувствуется, что у режиссёра «руки чешутся устроить взрыв экшна, и этот взрыв наступает, но слишком поздно». По мнению Хогана, хотя «в сущности это мелодрама о плохих копах», тем не менее «многие считают её нуаром, вероятно, по причине того, в центре её внимания находятся взаимоотношения двух неоднозначных детективов в штатском». Крейг Батлер оценил картину как «в конечном счёте, довольно стандартный полицейский фильм с нуаровыми обертонами», который тем не менее, «заслуживает просмотра по ряду причин». По мнению критика, «сюжет кое-где нескладный, и в нём слишком много давно уже знакомого, однако в целом фильм является достойным способом провести время».

### Проблематика картины и психологические портреты героев
Современные киноведы отмечают, что помимо чисто криминальной темы фильм затрагивает также некоторые социальные аспекты, в частности, полицейскую коррупцию, а также психологические вопросы. В частности, Эриксон обращает внимание на то, насколько «американские фильмы (как и культура в целом) боготворят деньги, несмотря на их разлагающее воздействие». В частности, перед видом лёгких и больших денег не могут устоять ни трудолюбивый и отважный герой Кокрана, ни честный и преданный герой Даффа, а героиня Лупино прямо говорит о том, что поставила себе целью стать богатой и иметь дорогие вещи. Как пишет Эриксон, «однако вся эта нравственная распущенность на личном уровне теперь кажется лишь маленькой шалостью, учитывая уровень коррупции во властных структурах Лос-Анджелеса того времени, когда полиция вступала в сговор с организованной преступностью на самом высоком уровне».
Многие критики обращают внимание на психологический анализ проблемного сознания двух полицейских в этом фильме. В частности, Шварц отмечает, что «нечестный полицейский в исполнении Брюнера — это сложный и неоднозначный персонаж, который обречён, поскольку не знает, как справиться со своими чувствами, и это пожирает его изнутри». В частности, его «большая проблема заключена в том, что он впервые полюбил и хочет добиться Лилли любой ценой, а она в свою очередь ищет богатого мужчину, который удовлетворил бы её потребность иметь бриллианты». С другой стороны, Кини полагает, что «на самом деле настоящий ад оказывается в виновном сознании семьянина Фарнема» , на долю которого, по словам Хогана, выпадает «экзистенциальный груз, который заставляет его задаться вопросом о собственной ценности как копа и как человека».
По мнению Лукаса, «Брюнер в исполнении Кокрана выступает первым в ряду нуаровых героев фильмов Сигела, а его двумя наиболее знаменитыми последователями стали Мэдиган и Гарри Каллахан». Противоположностью Кэла является Фарнэм, «основополагающая порядочность которого подчёркивается неоднократно в домашних сценах с женой, которые противопоставлены сценам между Брюнером и Лилли. Брюнер неоднозначен на протяжении почти всего фильма — он хладнокровен, компетентен и аморален, но в отличие от двойственной неопределённости Лилли он оказывается способным на чувства, демонстрируя неожиданный взрыв страсти по отношению к ней». Кэл, по мнению Лукаса, изображён сложным человеком, а не стереотипным преступным полицейским. Своей игрой Кокран и Лупино не допускают романтизации своих персонажей в рамках социального контекста, «сохраняя адекватные ситуации традиционные чёрты обречённой пары фильмов нуар».

### Характер взаимоотношений между основными персонажами
Как пишет Хоган, «хотя у фильма и нет очевидного гомосексуального подтекста, тем не менее Кэл и Джек делят многие радости и трудности брака. Персонаж Кокрана со своим крепким торсом, мрачной красотой и аурой опасности, предстаёт как доминирующий партнёр. Слегка потерявший форму и непременно одетый в светлые костюмы, герой Даффа выступает в роли понукаемой и в целом слабой жены». Они вместе завтракают и обедают, говорят по телефону, бреются и умываются в раздевалке полицейского участка, а когда устают как собаки, то и спят там под одной крышей. «Они обмениваются понятными только им шутками, знают одних и тех же людей, а также слабые и сильные стороны друг друга. А когда капитан или какая-либо третья сторона (включая жену Джека) подвергает сомнению их действия и замыслы пары, они выступают единым фронтом». При этом, «как это положено, манипулирующий „муж“ Кэл имеет грандиозные планы в отношении денег — путешествия, азартные игры и дорогие вещи, в то время, как „жена“ Джек имеет более скромные и рациональные цели — расплатиться с ипотекой, купить милую одежду для Фрэнси, заложить основы будущего своего ребёнка. Кэл мыслит на краткую перспективу, и его помыслы сосредоточены на том, что можно ухватить сразу. Джек же представляет собой тип наседки, и его взгляд устремлён далеко за горизонт». Как далее отмечает Хоган, «измена со стороны Кэла этому квази-браку мало чем отличается от поступков, которые совершают многие другие мужья, которые устают от своих жён и чувствуют необходимость избавиться от них». Особенность ситуации заключается в том, что в данном случае партнёрами являются копы с оружием. И, «когда Сигел наводит камеру на револьвер в руке Кэла в тот момент, когда Джек готовится выйти из трейлера, Кэл готовится к выстрелу. Это не измена, а развод, и очень неприятный».

### Оценка работы режиссёра и творческой группы
Хоган считает, что Сигел «достойно поставил этот фильм в характерном для себя стиле». Режиссёр рассказывает историю просто и прямо, вводя в неё «несколько эффектных эпизодов, в частности, продолжительный эпизод в погоней на автомобилях, который снимался на натуре в Голливудском парке» , а также «неистово динамичную сцену перестрелки и драки с участием Кэла и пары грабителей, которая открывает фильм». И хотя, по мнению Хогана, «это и не самый лучший фильм Сигела, тем не менее, в нём ощутима энергия и острота конфликта, в центре которого находится исследование пределов дружбы, а также той тонкой линии, которая для копов отделяет ошибку от полной катастрофы». Лукас также считает, что для Сигела «это второразрядный фильм в плане визуального действия, так как не содержит таких эпизодов, которые были бы сравнимы автомобильной погоней в „Линейке“ или незабываемой перестрелкой, ставшей кульминацией в „Мэдигане“, хотя открывающая фильм сцена вооружённого столкновения между Брюнером и грабителями в магазине ночью визуально сильна». Батлер полагает, что хотя «Сигел выдаёт и не лучшую работу своей карьеры, тем не менее, он правит здесь твёрдой рукой, работая в каждом конкретном моменте точно и расчётливо, а порой выходя за эти рамки и достигая уровня высокой наэлектризованности». Это особенно «очевидно в двух больших перестрелках, опоясывающих фильм, которые демонстрируют способность Сигела с кажущейся лёгкостью создавать напряжённость и возбуждение». TimeOut выделяет «превосходную постановку Сигела, в особенности, блестящую сцену в начале фильма, когда персонаж Кокрана после работы натыкается на ограбление магазина», вступая в схватку с преступниками. Вместе с тем, по мнению Кера, «рациональная режиссура Сигела не подходит для этого мрачного психологического исследования, которому мешают художественные претензии двух его продюсеров и исполнителей главных ролей — Лупино и Даффа».

### Оценка актёрской игры
Батлер отметил, что «фильм имеет в своём распоряжении превосходный актёрский состав». Присутствие Лупино в роли «познавшей жизнь, но ранимой героини, это всегда плюс. Хотя её персонаж прописан и не так хорошо, как хотелось бы, тем не менее, она выжимает всё что можно из этой роли по сути второго плана. Дороти Мэлоун блистает в ещё меньшей по размеру роли, но самую лучшую работу здесь выполняют герои-мужчины. Дафф довольно убедителен в роли хорошего копа, который проявляет момент слабости, а Кокран выдаёт поистине впечатляющую игру в роли мучающегося, обозлённого копа». Кини замечает, что «отличная игра Кокрана и Даффа с лихвой компенсирует нудный сценарий». По мнению Эриксона, продемонстрированный актёрами «отрешённый стиль игры, кажется, идеально подошёл для этой нездоровой лос-анджелесской криминальной истории с очень характерным для 1950-х годов взглядом на коррупцию». Он также отмечает, что Лупино и Кокран «составили очень сильную нуаровую пару. Лупино в свои почти 40 всё ещё очень привлекательна, а её зрелая героиня на похожа на традиционную роковую женщину. С другой стороны, Стив Кокран в то время был настоящим магнитом для девочек. Тёмный и елейный, он источал феромоны мощного мужского начала. И согласно сценарию, герои Лупино и Кокрана по-настоящему влюблены друг в друга, однако они оказались в ситуации, которая не сулит им ничего, кроме беды».